# Alexander Gerst
Alexander Gerst (ur. 3 maja 1976 w Künzelsau w Badenii-Wirtembergii) – niemiecki geofizyk i astronauta Europejskiej Agencji Kosmicznej (ESA). Wybrany do szkolenia kosmonautycznego ESA w maju 2009 roku, ukończył je w listopadzie 2010 roku. Po raz pierwszy odwiedził Międzynarodową Stację Kosmiczną (ISS) na pokładzie Sojuza TMA-13M i od maja do listopada 2014 roku brał udział w ekspedycji 40. oraz 41. 6 czerwca 2018 roku Gerst na pokładzie Sojuza MS-09 rozpoczął drugą wyprawę na Międzynarodową Stacje Kosmiczną w ramach ekspedycji 56. i 57..

## Życiorys
Ukończył Karlsruher Institut für Technologie – uczelnię techniczną w Karlsruhe.
Wybrany do grupy kandydatów na astronautów ESA w maju 2009 roku, w Europejskiej Agencji Kosmicznej od września 2009 roku, gdzie zaczął trening kosmonautyczny razem z pięciorgiem innych kandydatów  (w kolejności pierwszego startu: Parmitano, Gerst, Cristoforetti, Mogensen, Peake i Pesquet). W listopadzie 2010 roku z sukcesem ukończył szkolenie podstawowe. We wrześniu 2011 roku otrzymał przydział do ekspedycji 40. i 41. na Międzynarodową Stację Kosmiczną.
Alexander Gerst został trzecim Niemcem na pokładzie Międzynarodowej Stacji Kosmicznej: po Thomasie Reiterze i Hansie Schlegelu; w przeciwieństwie do poprzedników na ISS przybył w kapsule Sojuz.
Pierwsza misja Gersta otrzymała kryptonim Blue Dot, nawiązując do słów Carla Sagana, który „bladą błękitną kropką” nazwał wizerunek Ziemi na głośnej fotografii wykonanej przez sondę Voyager 1. W trakcie pierwszego lotu niemiecki kosmonauta przeprowadził ponad 50 eksperymentów, m.in. na polu fizyki, biologii i fizjologii człowieka.
Wiosną 2016 roku ogłoszono, że Gerst obejmie dowództwo nad Międzynarodową Stację Kosmiczną w trakcie swojego drugiego lotu, przewodząc ekspedycji 57. W maju 2017 roku jego  ekspedycja otrzymała logo i nazwę "Horizons".
6 czerwca 2018 roku Gerst na pokładzie Sojuza MS-09 rozpoczął druga wyprawę na Międzynarodową Stacje Kosmiczną, gdzie wyznaczono jego udział w ekspedycjach 56. i 57., której dowództwo ma objąć. Wówczas zostanie także drugim – po Franku de Winne, dowódcy ekspedycji 21. – dowódcą Międzynarodowej Stacji Kosmicznej z ramienia Europejskiej Agencji Kosmicznej. W ramach misji na pokład ISS został zabrany robot asystent zwany "CIMON" (skrót od ang. Crew Interactive Mobile CompanioN).
Stowarzyszenie Uczestników Lotów Kosmicznych (Association of Space Explorers) przyznało mu Universal Astronaut Insignia za lot orbitalny (nr 536).

## Wykaz lotów

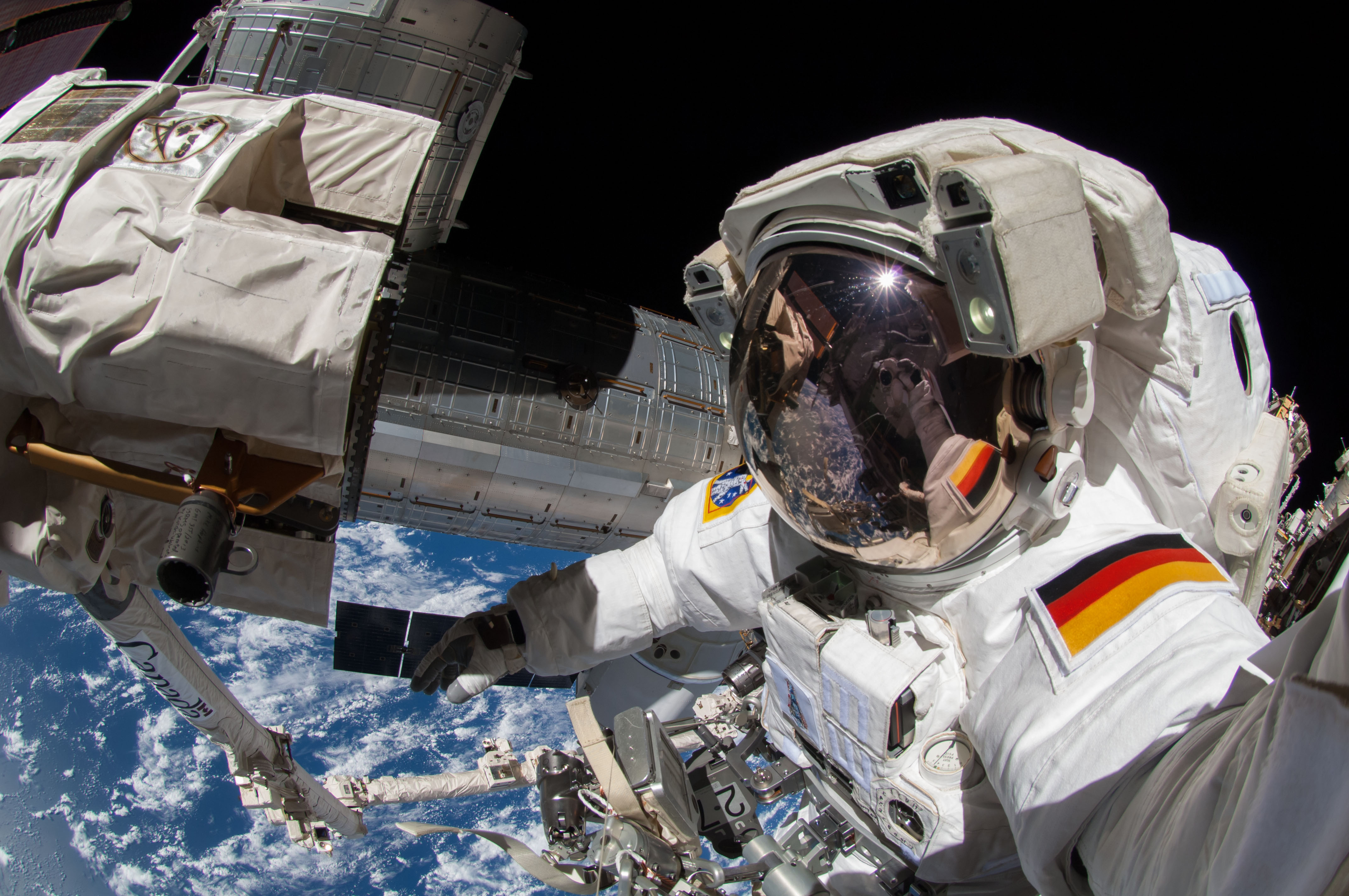
Podczas pierwszego spaceru kosmicznego

| Loty kosmiczne, w których uczestniczył Alexander Gerst                 | Loty kosmiczne, w których uczestniczył Alexander Gerst | Loty kosmiczne, w których uczestniczył Alexander Gerst | Loty kosmiczne, w których uczestniczył Alexander Gerst | Loty kosmiczne, w których uczestniczył Alexander Gerst | Loty kosmiczne, w których uczestniczył Alexander Gerst | Loty kosmiczne, w których uczestniczył Alexander Gerst |
| №                                                                      | Data startu                                            | Statek kosmiczny                                       | Data lądowania                                         | Statek kosmiczny                                       | Funkcja                                                | Czas trwania                                           |
| ---------------------------------------------------------------------- | ------------------------------------------------------ | ------------------------------------------------------ | ------------------------------------------------------ | ------------------------------------------------------ | ------------------------------------------------------ | ------------------------------------------------------ |
| 1                                                                      | 28 maja 2014 19:57:41 UTC                              | Sojuz TMA-13M                                          | 10 listopada 2014 03:58 UTC                            | Sojuz TMA-13M                                          | inżynier pokładowy                                     | 165 dni 8 godzin i 1 minuta                            |
| 2                                                                      | 6 czerwca 2018 11:12:41 UTC                            | Sojuz MS-09                                            | 20 grudnia 2018 05:02 UTC                              | Sojuz MS-09                                            | inżynier pokładowy                                     | 196 dni 17 godzin 50 minut                             |
| Łączny czas spędzony w kosmosie – 165 dni 8 godzin i 1 minuta (1. lot) |                                                        |                                                        |                                                        |                                                        |                                                        |                                                        |